# Aboubacar Senghore
Aboubacar Abdullah Senghore (* 1. Mai 1968 in Fass Njaga Choi) ist ein gambischer Politiker und Hochschullehrer. Er war Außenminister (Secretary of State for Foreign Affairs) des westafrikanischen Staates Gambia.

## Leben
Senghore besuchte Bildungseinrichtungen in Senegal, Pakistan, Sudan und Malaysia. 1999 promovierte er in internationalem Menschenrechtsrecht an der Internationale Islamische Universität in Malaysia, bevor er für das African Centre for Democracy and Human Rights Studies in Banjul (1999–2002) arbeitete, zuletzt als Leiter der Rechts- und Forschungsabteilung. Senghore kam 2003 als Dozent für Rechtswissenschaften an die Universität von Gambia (UTG), wurde später Dekan der Fakultäten für Sozialwissenschaften (2007–2010) und Rechtswissenschaften (2010–2013) und war gleichzeitig Kommunikationssekretär des Netzwerks afrikanischer islamischer Organisationen für Bevölkerung und Entwicklung in Dakar (2005–2013).
Er war zweimal Außenminister (November 2013–April 2014, Mai–August 2014), dreimal Minister für Hochschulbildung, Forschung, Wissenschaft und Technologie (April–Juni 2014, August 2014, Juni 2016, Juli 2016–Januar 2017) und einmal Minister für religiöse Angelegenheiten (Juli 2016–Januar 2017). Senghore trat am 18. Januar 2017 zurück, dem Tag, an dem Yahya Jammehs Amtszeit als Präsident offiziell endete, und kehrte als Dekan der Rechtswissenschaften an die UTG zurück. Seit Juli 2018 ist er stellvertretender Direktor des Forschungszentrums der Organisation für Islamische Zusammenarbeit.

## Auszeichnungen und Ehrungen
- 2016 – July 22nd Revolution Award